# أخبرني بأسرارك (مسلسل 2021)
أخبرني بأسرارك (بالإنجليزية: Tell Me Your Secrets) مسلسل دراما، وغموض، وجريمة أمريكي لعام 2021، كتبه هارييت وارنر، وأخرجه جون بولسون. كان من المقرر عرضه على شبكة تورنر التلفزيونية، لكنه عرض لأول مرة على شبكة برايم فيديو التابعة لشركة أمازون في 19 فبراير 2021. المسلسل من بطولة ايمي برينمان، وليلي رابي، وتدور الأحداث حول إيما التي تصادق القاتل الخطير، جون، اليائس من العثور على الخلاص، وماري التي تحاول العثور على ابنتها المفقودة. المسلسل من فصل واحد ذو عشرة حلقات.

## أبطال المسلسل
ليلي راب: في دور إيما هول
ايمي برينمان: في دور ماري بارلو
هاميش لينكلاتر: في دور جون تايلر
إنريكي مورسيانو: في دور بيتر جيلوري

## ملخص أحداث المسلسل
يتابع المسلسل ثلاثة من الشخصيات، لكل منها ماض غامض ومثير للقلق: إيما (المعروفة سابقًا باسم كارين ميلر)، وهي امرأة نظرت ذات مرة في عيون القاتل الخطير، جون، القاتل المتسلسل السابق، والذي يعيش حالة يأس من العثور على خلاصه، وماري، الأم الحزينة المهووسة بالعثور على ابنتها المفقودة. تزداد الحقيقة حول ماضيهم، ودوافعهم غموضاً أكثر، مما يؤدي إلى طمس الخطوط الفاصلة بين الضحية والجاني. يبدأ المسلسل وكارين ميلر تبدأ حياة جديدة، حيث تضعها السلطات الأمريكية في برنامج حماية الشهود، لتعيش في منطقة جديدة، لا يعرفها هناك أحداً، وتحمل هوية جديدة، بينما ماري، وبعد سنوات من اختفاء ابنتها، تدير جمعية لمساعدة الأسر في استرجاع أطفالهم المختفين. تحاول ماري زيارة القاتل جون في محبسه لتعرف معلومات عن ابنتها، وبعد سنوات من الانتظار يقبل جون مقابلتها، وتذهب إلى السجن لتعرف انه قد ذبح نفسه. يسارع أحد رجال برنامج حماية الشهود ليتأكد من سلامة إيما، ويخبرها بانتحار جون. تتواصل الأحداث بين حاضر إيما، وماري، وماضيهم.

## عناوين حلقات المسلسل
- الحلقة الأولى: ذات مرة كان لي حب "Once I Had Love"
- الحلقة الثانية: احرقني عندما ارحل "Burn Me When I'm Gone"
- الحلقة الثالثة: شخص أسوأ مني "Someone Worse Than Me"
- الحلقة الرابعة: أنا لا أعرفك "I Don't Know You"
- الحلقة الخامسة: جئت إلى هنا بنفسي "I Got Here By Myself"
- الحلقة السادسة: انا شخص صالح "I'm A Good Person"
- الحلقة السابعة: الآن أنت تراني "Now You See Me"
- الحلقة الثامنة: كن لي "Be Mine"
- الحلقة التاسعة: امسكت بك "Gotcha"
- الحلقة العاشرة: الموتى يعودون  "The Dead Come Back"

## الإنتاج
بدأت شركة «شبكة تورنر التلفزيونية» في 24 يوليو 2017، في إنتاج المسلسل تحت عنوان «أكثر دموية من الرجال». أُعلن في 15 فبراير 2018، أن شركة تي إن تي قد أعطت أمرًا للكاتب هارييت وارنر لكتابة مساسل، وتنفيذ إنتاجه بمساعدة برونا باباندريا، وكيسي هافر، كما عينت الشركة، جون بولسون، لإخراج المسلسل والعمل أيضًا كمنتج تنفيذي.
تم الإعلان في 18 يونيو 2018، عن إعادة تسمية المسلسل بعنوان «أخبرني بأسرارك»، وفي يونيو 2020، أُعلن أن المسلسل لن يبث على قناة تي إن تي، وتم إلغاؤه، وفي نهاية أكتوبر 2020، أعلنت أمازون أنها استحوذت على المسلسل الذي سيتم بثه في عام 2021 على شبكة برايم فيديو، وفي 27 يناير 2021، أُعلن أن المسلسل سيعرض لأول مرة في 19 فبراير 2021.
أعلن انضمام ليلي راب، وإيمي برينمان، وهاميش لينكلاتر، وإنريكي مورسيانو، وكيارا أوريليا، وأشلي ماديكوي، وبراينت تاردي قد انضموا إلى العرض في سلسلة أدوار منتظمة، وفي يونيو 2018، أفيد أن كزافييه صموئيل، وستيلا بيكر قد انضموا إلى فريق التمثيل الرئيسي، وأن مارك ريتشاردسون سيظهر بشكل متكرر. أُعلن في يوليو 2018، أن كاثرين ويليس، وتشارلز إستين قد تم ضمهم لفريق التمثيل في أدوار متكررة.
بدأ التصوير الرئيسي للمسلسل في منتصف عام 2018 في نيو أورلينز، لويزيانا.

## استقبال المسلسل
منح موقع الطماطم الفاسدة المسلسل تقييماً مقداره 50% بناءاً على آراء 22 ناقداً سينمائياً، وكتب إجماع نقاد الموقع: «أداء ليلي راب، وإيمي برينمان، ووفرة من الألغاز المجنونة كادت أن تنقذ» أخبرني بأسرارك«، ولكن للأسف، إنه ببساطة مكتوب، ومثير للسخرية، ولا يفي بوعده الجذاب».
منح موقع ميتاكريتيك المسلسل تقييماً مقداره 55% بناءاً على آراء 6 نقاد.
منح 6170 من مستخدمي قاعدة بيانات الأفلام على الإنترنت IMDB مسلسل «أخبرني بأسرارك» متوسطًا مرجحًا للتصويت قدره 7.4 / 10.

## وصلات خارجية
https://www.imdb.com/title/tt7177890/ أخبرني بأسرارك (مسلسل 2021)
https://www.rottentomatoes.com/tv/tell_me_your_secrets/s01 أخبرني بأسرارك (مسلسل 2021)
https://www.hitc.com/en-gb/2021/04/27/tell-me-your-secrets-season-2-release-date/ أخبرني بأسرارك (مسلسل 2021)